# Station Glyngøre
Station Glyngøre was een station in Glyngøre, Denemarken en lag aan de lijn Skive - Glyngøre.